# Henrik Dalgard
Nils Olof Henrik Dalgard, född 30 september 1998, är en svensk skribent, redaktör, författare och tidigare politiker (M). Han skriver återkommande ledartexter i Svenska Dagbladet, sitter i redaktionen för Liberal Debatt och debuterar som författare 2025 med en fackbok med litteraturhistoriskt fokus.

## Biografi
Dalgard är född och uppvuxen i Linköping, Östergötland, där han tidigt engagerade sig i Moderata ungdomsförbundets lokala distrikt samt ägnade sig åt boxning. Till december 2018 arbetade han som politisk sekreterare för Moderaterna, och efter kommunalvalet 2018 valdes han för samma parti in som en av de två yngsta ledamöterna i Linköpings kommunfullmäktige. 2020 lämnade han kommunfullmäktige 2020 för att studera, och tog en kandidatexamen i statsvetenskap och idéhistoria vid Uppsala universitet samt en masterexamen i idé- och lärdomshistoria. Därtill har han varit han vice ordförande för Fria Moderata Studentförbundet, redaktör för tidskriften Svensk Linje, och har arbetat som skribent för tankesmedjan Timbros nätmagasin Smedjan.com. Han har även varit rektor för Timbros "Basakademin". Sedan 2024 sitter han även i redaktionen för idétidskriften Liberal Debatt.
2023 var Dalgard första gången sommarvikarie på Svenska Dagbladets ledarsida, under politiska redaktören Tove Lifvendahl, vilket han även var sommaren 2025. Därefter har han skrivit återkommande för SvD. 2024 var han redaktör för antologin Staden i den svenska romanen tillsammans med Eric Luth, som gavs ut på Timbro förlag med bland andra Eva Ström, Mikaela Blomqvist, Johan Jönsson och Per Hagman som medverkande skribenter.
2025 ger han ut Poesin, publiken och pengarna, om hur romanen enligt honom gav kapitalismen mening, på Timbro förlag.